# Escut i bandera d'Ondara
L'escut i la bandera d'Ondara són els símbols representatius tradicionals d'Ondara, municipi del País Valencià, la Marina Alta.

## Escut heràldic
L'escut té el següent blasonament oficial:
| « | Escut quadrilong de punta redona. En camp d'atzur, un castell d'argent, amb tres torres, maçonat i aclarit de sable. En el timbre, una corona reial oberta. | » |

## Bandera
La bandera oficial d'Ondara té la següent descripció:
| « | Bandera de proporcions 2:3; en camp d'atzur, al centre, un castell d'argent, amb tres torres, maçonat i aclarit de sable. | » |

## História

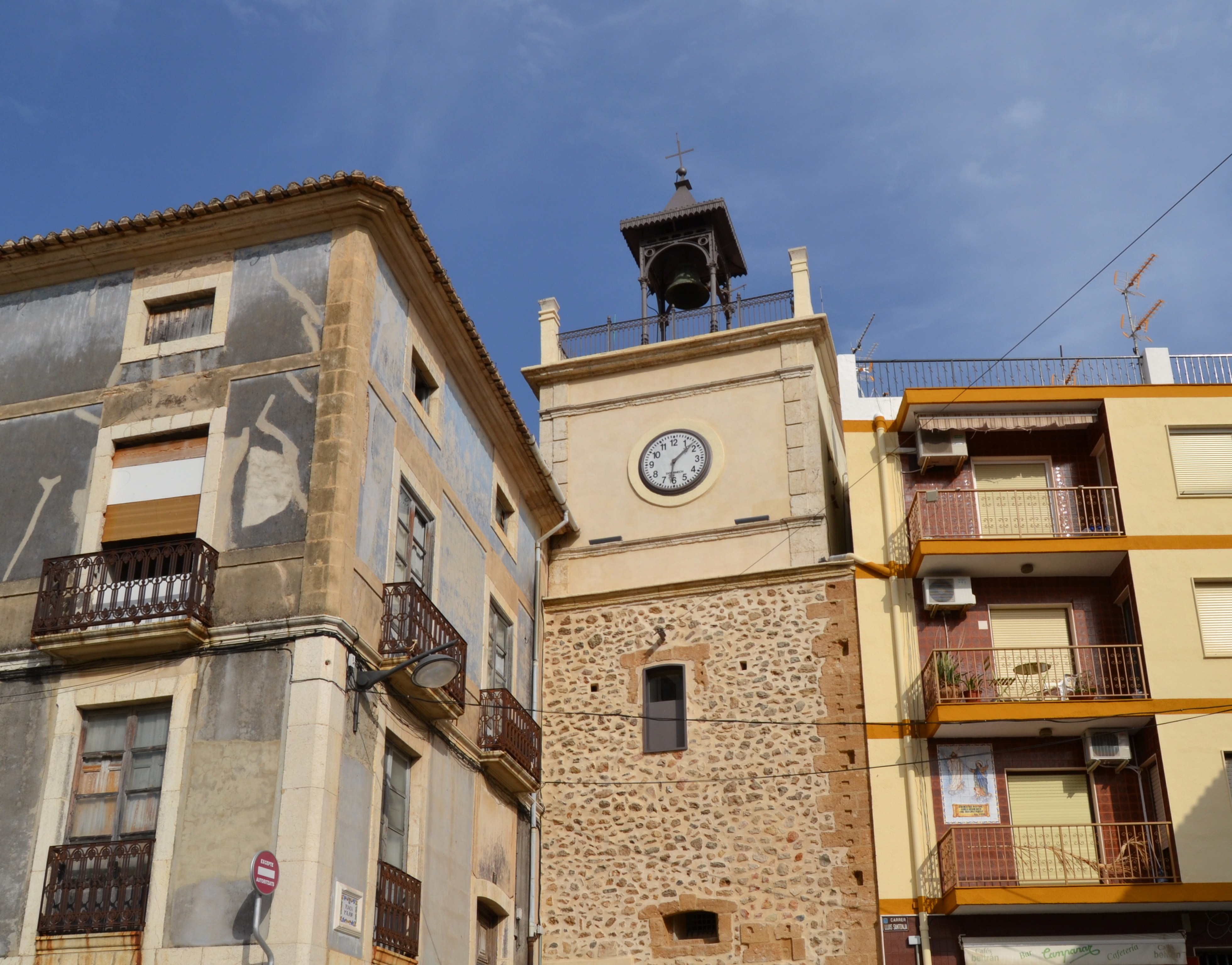
Torre del Rellotge.

Es tracta d'un escut d'ús immemorial. S'aprovà el 6 de setembre de 1994 i es publicà en el DOGV núm. 2.366, de 14 d'octubre del mateix any. La bandera s'aprovà el 7 d'octubre de 1994 i es publicà en el DOCV el 7 de desembre del mateix any amb el número 2402.
El castell és al·lusiu a l'antiga fortalesa, de la qual només resta l'actual Torre del Rellotge.